# Équipe de Macédoine du Nord masculine de volley-ball
Cet article traite de l'équipe masculine. Pour l'équipe féminine, voir Équipe de Macédoine du Nord féminine de volley-ball.
Pour les articles homonymes, voir Équipe de Macédoine du Nord.
L'équipe de Macédoine du Nord de volley-ball est composée des meilleurs joueurs macédoniens sélectionnés par la Fédération macédonienne de volley-ball (Odbojkarska Federatsija Na Makedonija, OFNM). Elle est actuellement classée au 105e rang de la Fédération internationale de volley-ball au 15 janvier 2010.

## Sélection actuelle
Sélection pour les Qualifications aux championnats d'Europe de 2011.

Entraîneur : Svetislav Peica  ; entraîneur-adjoint : Trajan Atanasov 

## Palmarès et parcours

### Palmarès
- Ligue européenne
  - Troisième : 2014

### Parcours

#### Ligue européenne
| - 2004 : Non participant - 2005 : Non participant - 2006 : Non participant - 2007 : Non participant - 2008 : Non participant - 2009 : Non participant - 2010 : Non participant - 2011 : Non participant - 2012 : Non participant - 2013 : Non participant | - 2014 : 3e |